# Pattiw

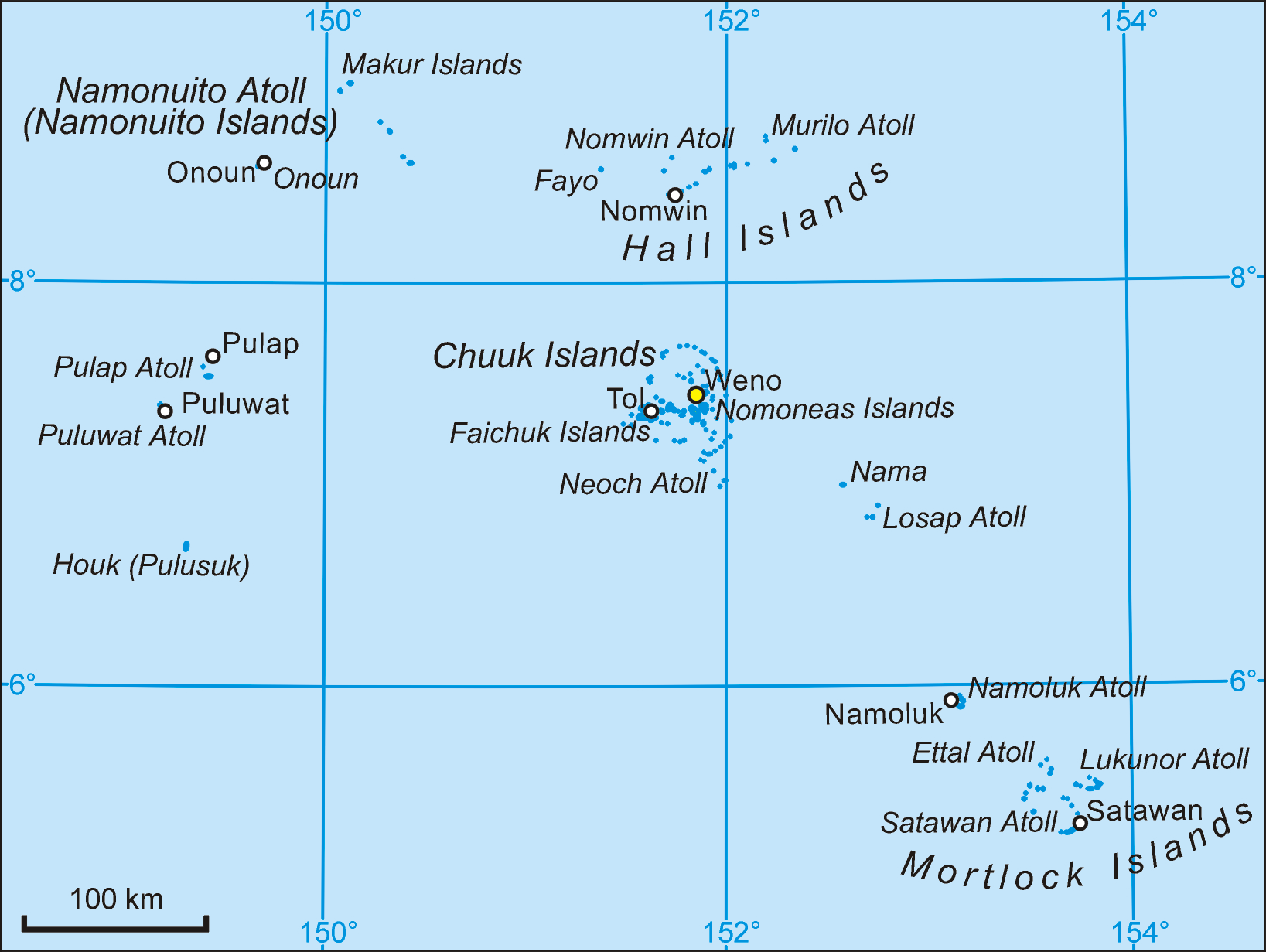
Carte de l'État de Chuuk ; les îles de Houk, Pollap et Polowat se trouvent au centre-ouest de la carte.

Pattiw est le nom de la région la plus occidentale de l'État de Chuuk, un des États fédérés de Micronésie et qui comprend les atolls de Houk, Pollap et Polowat, avec une superficie totale de 7,17 km² (2.77 sq.mi) et 2 736 habitants (en 2000). Pattiw est une des trois régions du district d'Oksoritod. Polowat est rattachée à l'important banc Uranie (332 km²) et se trouve dans le coin nord-ouest de ce banc, tandis que Houk (Pulusuk) marque le point au sud-est du récif Manila (qui fait aussi 332 km²).
Il y a quatre municipalités dans la région de Pattiw : Houk et Polowat sont des communes en soi, tandis que l'atoll de Pollap est divisé en deux : Pollap proprement dit au nord et Tamatam (au sud).
La plus grande commune est Polowat avec 1 015 habitants en 2000.